# Emirleryenicesi, Mudanya
Emirleryenicesi là một xã thuộc quận Mudanya, tỉnh Bursa, Thổ Nhĩ Kỳ. Dân số thời điểm năm 2011 là 130 người.